# Eva Ódorová
Eva Ódorová (Komárno, 22 novembre 1979) è una tennistavolista slovacca, che ha rappresentato la Slovacchia ai Giochi olimpici di Rio de Janeiro 2016.